# James Deano
James Deano, właściwie Olivier Nardin (ur. 6 listopada 1979 w Braine-l’Alleud) – belgijski raper, aktor i pisarz.

## Dyskografia

### Albumy studyjne
| Rok  | Dane dot. albumu                                                                                           | Najwyższe pozycje na listach | Najwyższe pozycje na listach |
| Rok  | Dane dot. albumu                                                                                           | BEL (WAL)                    | FRA                          |
| ---- | --- | ---------------------------- | ---------------------------- |
| 2007 | Le fils du commissaire - Wydany: 10 grudnia 2007 - Wytwórnia: Because Music - Format: CD, digital download | 22                           | 50                           |
| 2012 | Putain de boucher - Wydany: 3 września 2012 - Wytwórnia: 347 Creations - Format: digital download          | –                            | –                            |

### EP
| Rok  | Dane dot. albumu                                                                                        |
| ---- | --- |
| 2012 | Le fils du commissaire - Wydany: 20 września 2012 - Wytwórnia: 347 Creations - Format: Digital download |
| 2012 | Freestyles d’octobre - Wydany: 15 października 2012 - Format: digital download                          |
| 2013 | Freestyle de novembre - Wydany: 7 stycznia 2013 - Format: digital download                              |

### Single
| Rok  | Tytuł                             | Najwyższe pozycje na listach | Najwyższe pozycje na listach | Album                  |
| Rok  | Tytuł                             | BEL (WAL)                    | FRA                          | Album                  |
| ---- | --------------------------------- | ---------------------------- | ---------------------------- | ---------------------- |
| 2003 | „Branleur de service”             | –                            | –                            | –                      |
| 2007 | „Les blancs ne savent pas danser” | 18                           | 23                           | Le fils du commissaire |
| 2008 | „Le fils du commissaire”          | –                            | –                            | Le fils du commissaire |
| 2012 | „Squatter les terrasses”          | –                            | –                            | –                      |
| 2013 | „Cette vie d’avant”               | –                            | –                            | –                      |